# Gare d'Imatra
La gare d'Imatra (en finnois : Imatran rautatieasema) est une gare de la ligne de Kouvola à Joensuu du réseau ferroviaire de Finlande. Elle est située à Imatra en Finlande.

## Histoire
La gare est située à Imatra à la limite des quartiers de Mansikkala et de Tainionkoski.